# Bertrand Sorre
Pour les articles homonymes, voir Sorre.
Bertrand Sorre, né le 8 mai 1965 à Cherbourg (Manche), est un homme politique français, membre de La République en marche.
Il est député de la 2e circonscription de la Manche depuis 2017.

## Famille et profession
Bertrand Sorre est enseignant au collège André-Malraux de Granville au sein de la section d'enseignement général et professionnel adapté (SEGPA).
Son frère aîné Stéphane Sorre est maire d'Yquelon et président de la communauté de communes de Granville, Terre et Mer,.

## Parcours politique

### Conseiller municipal puis maire de Saint-Pair-sur-Mer
Il est élu pour la première fois en 2001 à Saint-Pair-sur-Mer, où il exerce la fonction de conseiller municipal délégué au sport et à la jeunesse. En 2008, il est réélu au côté d'Albert Noury et exerce la fonction de premier adjoint, chargé du sport, de la jeunesse, de la culture et de la communication.
Lors des élections municipales de 2014, il est élu maire de Saint-Pair-sur-Mer et devient vice président de la communauté de communes de Granville, Terre et Mer.

### Député (2017-2022)
Pour les élections législatives de 2017, il obtient le 11 mai l'investiture officielle de La République en marche. À l'issue du second tour, il est élu député de la 2e circonscription de la Manche face au sortant Guénhaël Huet. Il démissionne alors de son mandat de maire de Saint-Pair-sur-Mer pour cause de cumul et il est mis en disponibilité par l'Éducation nationale.
Il emploie parmi ses trois collaboratrices la fille du député LREM Patrick Vignal,,.
En 2018, Bertrand Sorre regrette le manque de concertation avec les départements pour la limitation à 80 km/h.
Il est rapporteur en 2020 d’une proposition de loi visant à harmoniser la lutte contre le dopage en France avec les principes du code mondial puis chargé en avril 2021 d’une mission sur la déclinaison territoriale de l’Agence nationale du sport.

### Député (2022-2024)
Il est réélu député lors des élections législatives de 2022.
Bertrand Sorre démissionne de la vice-présidence du groupe d'amitié parlementaire France-Azerbaïdjan, pour protester contre la guerre de 2023 au Haut-Karabagh.
Bertrand Sorre est également réélu député à la suite des élections législatives de 2024 après la dissolution de l'Assemblée nationale par Emmanuel Macron, après avoir battu au second tour avec 62,9% des voix la candidate du Rassemblement national Marie-Françoise Kurdziel.